# Saule des Lapons
Salix lapponum
Espèce
Classification APG III (2009)
Le Saule des Lapons (Salix lapponum) est une espèce de plantes à fleurs de la famille des Salicaceae. C'est un arbrisseau atteignant 1 m de haut au maximum. Ses feuilles sont velues sur les deux faces, les chatons denses et les anthères violettes.

## Habitat
Il se développe au bord des eaux ou dans les lieux humides des régions froides : Sibérie, Europe boréale ainsi qu'au sein de certaines zones montagneuses de l'Europe moyenne. En France, il croît essentiellement dans le Massif central, en particulier dans les zones humides de l'étage subalpin des monts Dore et des monts du Cantal ainsi que dans les tourbières de la Margeride. Il peut également être trouvé très localement dans les Pyrénées orientales (entre 1 000 et 2 600 m d'altitude).